# Pallacanestro maschile ai XVI Giochi del Mediterraneo
Il torneo di Pallacanestro maschile ai XVI Giochi del Mediterraneo si è svolto dal 27 giugno al 2 luglio 2009 nei due seguenti impianti:
- PalaScapriano di Teramo
- PalaMaggetti di Roseto degli Abruzzi

## Riassunto gruppi
Alla vigilia dei Giochi la squadra di pallacanestro maschile della Libia si è ritirata dalla manifestazione, lasciando il gruppo B con quattro squadre.
| Gruppo A                      | Gruppo B                                |
| ----------------------------- | --------------------------------------- |
| Grecia Marocco Croazia Serbia | Turchia Italia Albania Montenegro Libia |

## Risultati

### Fase a gironi

#### Girone A
| Squadra    | P.ti | V - P | PF - PS   | Dif |
| ---------- | ---- | ----- | --------- | --- |
| 1. Croazia | 6    | 3 - 0 | 228 - 200 | +28 |
| 2. Grecia  | 5    | 2 - 1 | 255 - 236 | +19 |
| 3. Serbia  | 4    | 1 - 2 | 216 - 228 | -12 |
| 4. Marocco | 3    | 0 - 3 | 213 - 248 | -35 |

| Roseto degli Abruzzi 28 giugno 2009 | Grecia | 68 – 82 | Serbia | PalaMaggetti |

| Roseto degli Abruzzi 28 giugno 2009 | Croazia | 75 – 63 | Marocco | PalaMaggetti |

| Roseto degli Abruzzi 29 giugno 2009 | Croazia | 82 – 68 | Grecia | PalaMaggetti |

| Roseto degli Abruzzi 29 giugno 2009 | Serbia | 77 – 66 | Marocco | PalaMaggetti |

| Roseto degli Abruzzi 30 giugno 2009 | Grecia | 96 – 84 | Marocco | PalaMaggetti |

| Roseto degli Abruzzi 30 giugno 2009 | Croazia | 71 – 69 | Serbia | PalaMaggetti |

#### Girone B
| Squadra       | P.ti | V - P | PF - PS   | Dif |
| ------------- | ---- | ----- | --------- | --- |
| 1. Turchia    | 6    | 3 - 0 | 315 - 248 | +67 |
| 2. Italia     | 5    | 2 - 1 | 332 - 260 | +72 |
| 3. Montenegro | 4    | 1 - 2 | 223 - 278 | -55 |
| 4. Albania    | 3    | 0 - 3 | 210 - 294 | -80 |

| Teramo 26 giugno 2009 | Montenegro | 92 – 73 | Albania | PalaScapriano |

| Teramo 27 giugno 2009 | Turchia | 98 – 61 | Montenegro | PalaScapriano |

| Teramo 26 giugno 2009 | Albania | 69 – 106 | Italia | PalaScapriano |

| Teramo 28 giugno 2009 | Italia | 119 – 121 | Turchia | PalaScapriano |

| Teramo 29 giugno 2009 | Montenegro | 70 – 107 | Italia | PalaScapriano |

| Teramo 30 giugno 2009 | Albania | 68 – 96 | Turchia | PalaScapriano |

### Fase finale
|  | Quarti di finale                            | Quarti di finale                           |                                            |        | Semifinali                | Semifinali                |  |  | Finale                                     | Finale |
|  |                                             |                                            |                                            |        |                           |                           |  |  |                                            |        |
|  | 1º luglio 2009 16:30 - Roseto degli Abruzzi |                                            |                                            |        |                           |                           |  |  |                                            |        |
|  |                                             |                                            |                                            |        |                           |                           |  |  |                                            |        |
|  | Grecia                                      | 85                                         |                                            |        |                           |                           |  |  |                                            |        |
|  | Grecia                                      | 85                                         | 3 luglio 2006 19:00 - Teramo               |        |                           |                           |  |  |                                            |        |
|  | Montenegro                                  | 67                                         |                                            |        |                           |                           |  |  |                                            |        |
|  | Montenegro                                  | 67                                         | Grecia                                     | 82     |                           |                           |  |  |                                            |        |
|  | 1º luglio 2009 16:30 - Teramo               |                                            | Grecia                                     | 82     |                           |                           |  |  |                                            |        |
|  |                                             | Turchia                                    | 79                                         |        |                           |                           |  |  |                                            |        |
|  | Marocco                                     | Turchia                                    | 79                                         | 67     |                           |                           |  |  |                                            |        |
|  | Marocco                                     |                                            | 4 luglio 2009 17:00 - Roseto degli Abruzzi | 67     |                           |                           |  |  |                                            |        |
|  | Turchia                                     | 88                                         |                                            |        |                           |                           |  |  |                                            |        |
|  | Turchia                                     | 88                                         | Grecia                                     | 60     |                           |                           |  |  |                                            |        |
|  | 1º luglio 2009 19:00 - Roseto degli Abruzzi |                                            | Grecia                                     | 60     |                           |                           |  |  |                                            |        |
|  |                                             | Croazia                                    | 72                                         |        |                           |                           |  |  |                                            |        |
|  | Italia                                      | Croazia                                    | 72                                         | 75     |                           |                           |  |  |                                            |        |
|  | Italia                                      | 3 luglio 2006 19:00 - Roseto degli Abruzzi |                                            | 75     |                           |                           |  |  |                                            |        |
|  | Serbia                                      | 64                                         |                                            |        |                           |                           |  |  |                                            |        |
|  | Serbia                                      | 64                                         | Italia                                     | 104    | Finale per il terzo posto | Finale per il terzo posto |  |  |                                            |        |
|  | 1º luglio 2009 19:00 - Teramo               |                                            | Italia                                     | 104    | Finale per il terzo posto | Finale per il terzo posto |  |  |                                            |        |
|  |                                             | Croazia                                    | 108                                        |        |                           |                           |  |  |                                            |        |
|  | Albania                                     | Croazia                                    | 108                                        | 70     | Turchia                   | 88                        |  |  |                                            |        |
|  | Albania                                     |                                            |                                            | 70     | Turchia                   | 88                        |  |  |                                            |        |
|  | Croazia                                     | 94                                         |                                            | Italia | 71                        |                           |  |  |                                            |        |
|  | Croazia                                     | 94                                         |                                            |        | 71                        |                           |  |  |                                            |        |
|  |                                             |                                            |                                            |        |                           |                           |  |  | 4 luglio 2009 15:00 - Roseto degli Abruzzi |        |
|  |                                             |                                            |                                            |        |                           |                           |  |  |                                            |        |

### Dal 5º all'8º posto
|  | Torneo di qualificazione | Torneo di qualificazione | Torneo di qualificazione |         |         | Quinto posto  | Quinto posto  | Quinto posto  |  |
|  |                          |                          |                          |         |         |               |               |               |  |
|  | Montenegro               | Montenegro               | 60                       |         |         |               |               |               |  |
|  | Montenegro               | Montenegro               | 60                       |         |         |               |               |               |  |
|  | Marocco                  | Marocco                  | 81                       |         |         |               |               |               |  |
|  | Marocco                  | Marocco                  | 81                       |         | Marocco | Marocco       | 108           |               |  |
|  |                          |                          |                          |         | Marocco | Marocco       | 108           |               |  |
|  |                          |                          | Albania                  | Albania | 67      |               |               |               |  |
|  | Serbia                   | Serbia                   | Albania                  | Albania | 67      | 69            |               |               |  |
|  | Serbia                   | Serbia                   |                          |         |         | 69            |               |               |  |
|  | Albania                  | Albania                  | 83                       |         |         | Settimo posto | Settimo posto | Settimo posto |  |
|  | Albania                  | Albania                  | 83                       |         |         |               |               |               |  |
|  |                          |                          |                          |         |         |               |               |               |  |
|  |                          |                          |                          |         |         | Montenegro    | Montenegro    | 68            |  |
|  |                          |                          |                          |         |         | Montenegro    | Montenegro    | 68            |  |
|  |                          |                          |                          |         |         | Serbia        | Serbia        | 62            |  |

## Classifica finale
| - | Paese      | Formazione |
| - | ---------- | --- |
|   | Croazia    | Croazia6 Stipčević, 8 Andrić, 10 Car, 12 Rudež, 13 Žorić, 14 Lalić, 15 Pašalić · Babić · Rančić · Simon · Tomić · Vladović, All. Josip Vranković                                              |
|   | Grecia     | Grecia under 266 Kalaitzidīs · Karadolamīs · Koumpouras · Kyritsīs · Lolas · Mauroeidīs · Milošević · Noeas · Papanikolaou · Skordilīs · Toutziarakīs · Vougioukas, All. Ioannīs Giannapoulos |
|   | Turchia    | TurchiaAkpınar, Güler, Altıntığ, Atsür, Çankaya, Demir, Demirel, Hersek, Nalga, Şahin, Solak, Veyseloğlu, All. Alaeddin Yakan                                                                 |
| 4 | Italia     | Italia4 Bolzonella, 5 D'Ercole, 6 Allegretti, 7 A. Cinciarini, 8 D. Cinciarini, 9 Maresca, 10 Aradori, 11 Cittadini, 12 Rinaldi, 13 Datome, 14 Renzi, 15 Crosariol, All. Carlo Recalcati      |
| 5 | Marocco    | MaroccoAkinocho, Bourouis, Dahmani, El Masbahi, Hachad, Houari, Idrissi, Khalfi, Najah, Naji, Rafai, Zouita, All. Francis Jordane                                                             |
| 6 | Albania    | AlbaniaBushati, Domi, Garo, Gjinaj, Gjonaj, Hysenagolli, Karaj, Lame, Lasku, Ljuca, Shima, Sukaj, All. Roland Avrami                                                                          |
| 7 | Montenegro | MontenegroBarović, Đoković, Ivanović, Knežević, Lalić, Lopičić, Miljanić, Savović, Šehović, Stojanović, Šutulović, Vučević, All. Dejan Radonjić                                               |
| 8 | Serbia     | Serbia4 Čović, 5 Lučić, 6 Mitrović, 7 Lazić, 8 Nedović, 9 Marković, 10 Stojačić, 11 Birčević, 12 Milosavljević, 13 Subotić, 14 Maravić, 15 Bunić, All. Slobodan Klipa                         |